# Aglaopheniidae
Famille
Les Aglaopheniidae sont une famille d'hydrozoaires, de l'ordre des Leptothecata, qui forment des colonies en forme de plumes ou de fougères. 

## Liste des genres
Selon World Register of Marine Species (16 février 2017) :
- genre Aglaophenia Lamouroux, 1812
- genre Aglaophenopsis Fewkes, 1881
- genre Carpocladus Vervoort & Watson, 2003
- genre Cladocarpoides Bogle, 1984
- genre Cladocarpus Allman, 1874
- genre Gymnangium Hincks, 1874
- genre Lytocarpia Kirchenpauer, 1872
- genre Macrorhynchia Kirchenpauer, 1872
- genre Monoserius Marktanner-Turneretscher, 1890
- genre Nematocarpus Broch, 1918
- genre Pachyrhynchia Kirchenpauer, 1872
- genre Streptocaulus Allman, 1883
- genre Wanglaophenia Vervoort & Watson, 2003

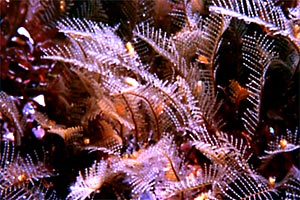
Aglaophenia pluma
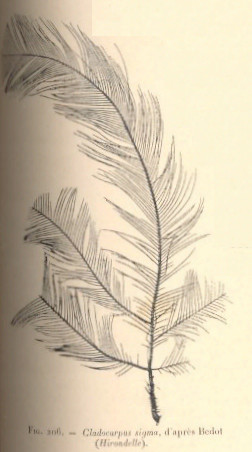
Cladocarpus sigma.
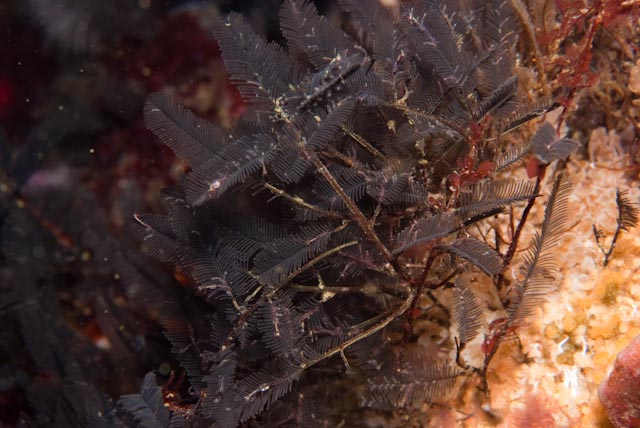
Macrorhynchia filamentosa.
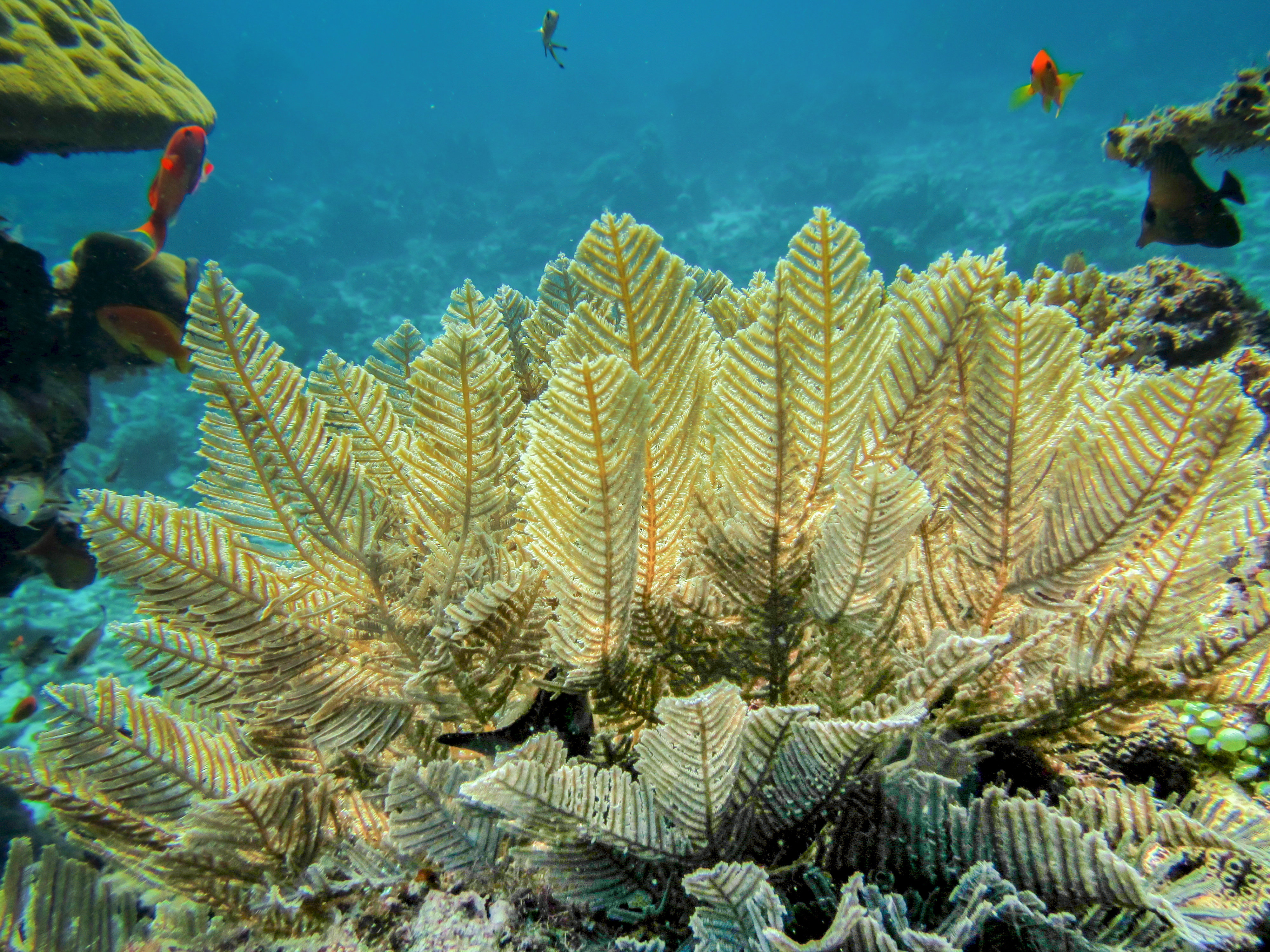
Pachyrhynchia cuppressina.